# جون تي هارفي
جون تي هارفي (بالإنجليزية: John T. Harvey)‏ هو اقتصادي أمريكي، ولد في 20 يناير 1961 في لندن في المملكة المتحدة.